# Зарубинська сільська рада
Зару́бинська сільська́ ра́да — адміністративно-територіальна одиниця та орган місцевого самоврядування у Збаразькому районі Тернопільської області. Адміністративний центр — село Зарубинці.

## Загальні відомості
- Населення ради: 653 особи (станом на 2001 рік)

## Населені пункти
Сільській раді були підпорядковані населені пункти:
- с. Зарубинці

## Склад ради
Рада складалася з 16 депутатів та голови.
- Голова ради: Шморгай Ярослав Ярославович
- Секретар ради: Кіндратюк Валентина Михайлівна

### Керівний склад попередніх скликань
| Прізвище, ім'я, по батькові | Основні відомості                                                                     | Дата обрання | Дата звільнення |
| --------------------------- | ------------------------------------------------------------------------------------- | ------------ | --------------- |
| Шморгай Богдан Ярославович  | Сільський голова, 1953 року народження, член Всеукраїнського об'єднання «Батьківщина» | 26.03.2006   | 31.10.2010      |
| Шморгай Ярослав Ярославович | Сільський голова, 1962 року народження, освіта середня спеціальна, безпартійний       | 31.10.2010   |                 |

Примітка: таблиця складена за даними сайту Верховної Ради України

### Депутати
За результатами місцевих виборів 2010 року депутатами ради стали:

#### За суб'єктами висування
| Суб'єкт висування                                       | Кількість обраних депутатів | %  |
| ------------------------------------------------------- | --------------------------- | -- |
| Самовисування                                           | 12                          | 75 |
| Політична партія Всеукраїнське об'єднання «Батьківщина» | 4                           | 25 |

#### За округами
| № округу                                                | Прізвище, ім'я, по батькові      | Дата визнання обраним | Освіта  | Партійна приналежність | Відомості про обраного депутата           |
| ------------------------------------------------------- | -------------------------------- | --------------------- | ------- | ---------------------- | ----------------------------------------- |
| Політична партія Всеукраїнське об'єднання «Батьківщина» |                                  |                       |         |                        |                                           |
| 6                                                       | Конська Надія Петрівна           | 01.11.2010            | середня | позапартійна           | Зарубинецька с.р., завклуб                |
| 7                                                       | Барабаш Степан Богданович        | 01.11.2010            | середня | позапартійний          | тимчасово не працює                       |
| 12                                                      | Івашків Володимир Михайлович     | 01.11.2010            | вища    | позапартійний          | ТОВ «Збаражцукор», інженер                |
| 13                                                      | Павлюк Ігор Васильович           | 01.11.2010            | вища    | позапартійний          | ВАТ «Зоря», бухгалтер                     |
| Самовисування                                           |                                  |                       |         |                        |                                           |
| 1                                                       | Твардовський Зеновій Ярославович | 01.11.2010            | вища    | позапартійний          | ФГ «Твардовський»                         |
| 2                                                       | Самодал Марія Петрівна           | 01.11.2010            | середня | позапартійна           | тимчасово не працює                       |
| 3                                                       | Цвях Марія Ярославівна           | 01.11.2010            | середня | позапартійна           | фельдшерсько-акушерський пункт, санітарка |
| 4                                                       | Кіндратюк Валентина Михайлівна   | 01.11.2010            | середня | позапартійна           | Зарубинецька с.р., секретар               |
| 5                                                       | Сторожук Олег Степанович         | 01.11.2010            | середня | позапартійний          | тимчасово не працює                       |
| 8                                                       | Косінська Аделія Антонівна       | 01.11.2010            | середня | позапартійна           | тимчасово не працює                       |
| 9                                                       | Ситарчук Роман Іванович          | 01.11.2010            | середня | позапартійний          | Збараж РЕМ, інспектор                     |
| 10                                                      | Синюта Дмитро Романович          | 01.11.2010            | вища    | позапартійний          | тимчасово не працює                       |
| 11                                                      | Рибчак Василь Ігорович           | 01.11.2010            | середня | позапартійний          | тимчасово не працює                       |
| 14                                                      | Добридень Галина Зеновіївна      | 01.11.2010            | вища    | позапартійна           | тимчасово не працює                       |
| 15                                                      | Щербай Володимир Володимирович   | 01.11.2010            | середня | позапартійний          | тимчасово не працює                       |
| 16                                                      | Лисий Ігор Зіновійович           | 01.11.2010            | вища    | позапартійний          | тимчасово не працює                       |